# Вилефранке (Долина Аосте)
Вилефранке је насеље у Италији у округу Долина Аосте, региону Долина Аосте.
Према процени из 2011. у насељу је живело 593 становника. Насеље се налази на надморској висини од 545 м.